# Reprezentacja Anglii w futsalu mężczyzn
Reprezentacja Anglii w futsalu – zespół futsalowy, biorący udział w imieniu Anglii w meczach i sportowych imprezach międzynarodowych, powoływany przez selekcjonera, w którym mogą występować wyłącznie zawodnicy posiadający obywatelstwo angielskie. Za jego funkcjonowanie odpowiedzialny jest The Football Association.

## Udział w mistrzostwach świata
- 2008 – Nie zakwalifikowała się
- 2012 – Nie zakwalifikowała się

## Udział w mistrzostwach Europy
- 2005 – Nie zakwalifikowała się
- 2007 – Nie zakwalifikowała się
- 2010 – Nie zakwalifikowała się
- 2012 – Nie zakwalifikowała się